# Málinské vrchy
Málinské vrchy jsou geomorfologický podcelek Stolických vrchů. Nejvyšší vrchol podcelku je Jesenina (995 m n. m. ), severní částí prochází geomorfologická část Ipeľská brázda.

## Polohopis
Podcelek zabírá západní část Stolických vrchů, od zbytku pohoří oddělenou údolím řeky Rimavica. Severním směrem leží Balocké vrchy a Sihlianska planina (podcelky Veporských vrchů), západním a jižním směrem navazuje Revúcka vrchovina s podcelkem Cinobanské predhorie a východním směrem pokračuje pohoří podcelkem Klenovské vrchy. 